# Grafton (Nouvelle-Zélande)
Pour les articles homonymes, voir Grafton.
Grafton est un faubourg d'Auckland. Il est bordé à l'ouest par Auckland CBD, Newton et Eden Terrace, au sud par Mount Eden et à l'ouest par Newmarket et Parnell.
Il doit son nom au duc de Grafton, grand-père du deuxième gouverneur de Nouvelle-Zélande, Robert FitzRoy. Il était connu autrefois comme les hauteurs de Grafton et a toujours été un faubourg accueillant une population aisée. Le faubourg comptait 2 052 habitants au recensement de 2001 et 4 040 en 2010. Ce quartier aisé possède un certain nombre d'édifices historiques et un vaste parc, l'Auckland Domain, bordé du Musée du mémorial de guerre d'Auckland et ouvert par des portes de style Art déco. Le fameux St Peter's College construit en 1939 se trouve non loin du Outwaite Park.